# José Manuel Maza
José Manuel Maza Martín (Madrid, 23 de octubre de 1951-Buenos Aires, 18 de noviembre de 2017) fue un magistrado, criminólogo y escritor español. Fue fiscal general del Estado desde 2016 hasta su muerte.

## Biografía
Se licenció en Derecho y en Historia por la Universidad Complutense de Madrid. También obtuvo un diploma en Criminología por la misma institución. Ingresó en la Carrera Judicial en 1975 y en la Fiscal en 1978, donde fue el primero de su promoción. Ejerció unos años como abogado y como letrado de la Red Nacional de Ferrocarriles.
Estaba divorciado y tenía un hijo. El 17 de noviembre de 2017 fue ingresado en la Clínica Bazterrica de Buenos Aires por unos dolores. Murió al día siguiente, a consecuencia de una infección renal complicada por la diabetes que padecía.

### Juez
Como juez prestó sus servicios en los juzgados de Cangas (Pontevedra), Alacuás (Valencia), Alcorcón número 1 (Madrid) y en el juzgado de distrito número 9 de Madrid.
En la década de 1990 fue portavoz de la asociación conservadora de jueces y magistrados Unión Judicial Independiente (UJI). Durante esos años pasó a ser juez decano de distrito en Madrid tras haber ocupado la titularidad en los juzgados de Alcorcón, Valencia y Cangas del Morrazo (Pontevedra). Más tarde fue presidente de la sección primera en la Audiencia Provincial de Madrid. 

### Magistrado del Tribunal Supremo
En 2002 fue nombrado magistrado de la Sala Segunda del Tribunal Supremo ("Sala Penal"), en sustitución de Adolfo Prego, que fue nombrado vocal del CGPJ.
En 2007 se pronunció en contra de la doctrina Botín que permitió archivar el caso en contra del expresidente del Banco Santander, el difunto Emilio Botín. También votó en contra de dejar en libertad al preso de ETA Ignacio Pujana, por la anulación de la doctrina Parot. 
En 2012 presentó un voto particular defendiendo la inhabilitación del juez Baltasar Garzón por abrir una causa que investigara los crímenes del franquismo: «Resultaría realmente un insulto a la razón afirmar el desconocimiento de cuestiones tan esenciales por un profesional como el magistrado acusado, y, en todo caso, semejante afirmación, que en modo alguno suscribo, habría que conducir no a la absolución, sino a una condena por prevaricación».
En abril de 2016, fue el ponente de la decisión de archivar la querella de Manos Limpias basada en el informe PISA contra los líderes del partido Podemos, Pablo Iglesias e Íñigo Errejón, por financiación ilegal con fuentes procedentes de Irán y Venezuela.
Fue el primero en desarrollar en una sentencia la responsabilidad penal de las personas jurídicas, en aplicación de la reciente reforma del Código Penal de España.

### Fiscal general del Estado
El 25 de noviembre de 2016, por decisión del Consejo de Ministros, fue nombrado fiscal general del Estado.
Renovó la cúpula de la Fiscalía, relevando a los fiscales jefe de la Audiencia Nacional Javier Zaragoza para colocar a Jesús Alonso Cristóbal –portavoz de la conservadora Asociación de Fiscales– y de Anticorrupción Antonio Salinas Casado para poner a Manuel Moix.
El 16 de mayo del 2017, José Manuel Maza fue reprobado por el Congreso de los Diputados junto al Ministro de Justicia Rafael Catalá Polo y Manuel Moix. El Congreso pedía la destitución de Maza por “incumplimiento grave y reiterado de sus funciones” y, junto con Moix, en la moción aprobada se les atribuían actuaciones tendentes a favorecer y proteger a personas del Partido Popular investigadas en causas judiciales. Así, se aprueba que Maza, Moix y Catalá actuaron para obstaculizar las investigaciones del caso Lezo, un caso de corrupción política en la empresa pública Canal de Isabel II, por el que se encarceló al expresidente de la Comunidad de Madrid, Ignacio González, y al presidente de Murcia, Pedro Antonio Sánchez, quien posteriormente dimitió. Manuel Moix presentó su renuncia como fiscal jefe de Anticorrupción el 1 de junio de 2017 tras revelarse su participación en una sociedad off-shore en Panamá.
En el caso del proceso soberanista catalán, el 31 de octubre de 2017 Maza firmó las querellas por rebelión, sedición y malversación contra el Gobierno de Cataluña y la Mesa del Parlamento ante el juez del Supremo Pablo Llarena y ante la jueza de la Audiencia Nacional Carmen Lamela. Las querellas llevaron a ocho exconsejeros de la Generalidad de Cataluña a prisión, pero el expresidente catalán Carles Puigdemont y cuatro exmiembros de su Gobierno la evitaron huyendo a Bélgica.

## Publicaciones
Fue autor del Manual de psiquiatría legal y forense, Circunstancias que excluyen o modifican la responsabilidad criminal y Casación penal práctica, así como de otras publicaciones relacionadas con el derecho penal y con las vinculaciones entre el derecho y la medicina.